# Phygadeuon alaskensis
Phygadeuon alaskensis är en stekelart som först beskrevs av William Harris Ashmead 1902.  Phygadeuon alaskensis ingår i släktet Phygadeuon och familjen brokparasitsteklar. Inga underarter finns listade i Catalogue of Life.